# Escomb
Escomb est un village du comté de Durham, en Angleterre. Il est situé sur la Wear, à environ 3 km à l'ouest de la ville de Bishop Auckland. Au moment du recensement de 2001, le ward d'Escomb, qui comprend également le village voisin de Witton Park (en), comptait 3 323 habitants.

## Étymologie
Le nom du village est attesté au Xe siècle sous la forme Ediscum. Il s'agit du mot vieil-anglais edisc, qui désigne un pré ou un pâturage enclos, décliné au datif.

## Histoire
L'église d'Escomb (en) remonte à la fin du VIIe siècle. C'est l'un des plus anciens édifices religieux de l'époque anglo-saxonne encore debout.